# Christiansbrunn
Christiansbrunn (či Christian's Spring) bývala zemědělskou komunitou Moravských bratří. Místo se nachází dvě míle západně od Nazaretu v Pensylvánii. Osada byla založena v roce 1747 na podporu bratrské misijní činnosti, rozpuštěna byla zakládající církví v roce 1796.

## Albrechtsbrunn

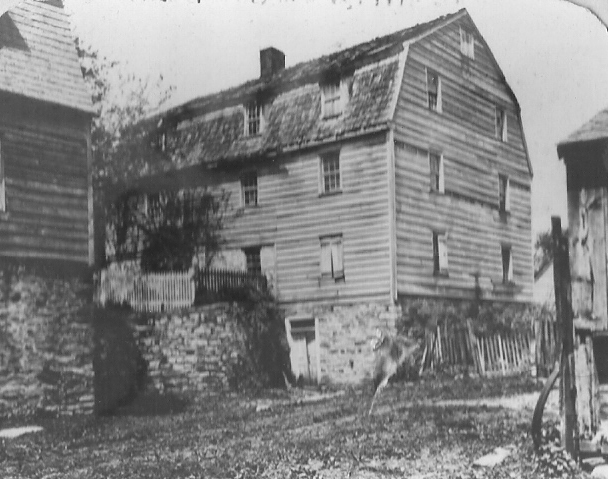
Přístup k posvátnému prameni sklepem (rok 1880)

Původně bylo toto místo pojmenováno jako Albrechtsbrunn, tj. Albrechtův pramen. Vodní pramen sloužil k napájení mlýna a pily. Po požáru v roce 1749 byla obnovena pouze pila. Pramen dodával vodu i do dalších výrobních provozů bratrské komunity – včetně mlékárny, lihovaru a pivovaru. Velká část území o rozloze 1500 akrů (6,1 km2) byla obdělávána, na svém vrcholu měla komunita téměř tři sta kusů dobytka a šest párů volů. Z výnosů byly podporovány misie.

## Přejmenování a činnost
Dne 4. srpna 1749 byla komunita přejmenována na počest Christiana Renatuse Zinzendorfa, syna Mikuláše Ludvíka Zinzendorfa, na Christiansbrunn. Několik desítek svobodných mladých mužů, kteří byli nuceni opustit Herrnhaag kvůli tamějším skandálním událostem, se usadily v Christiansbrunnu a pokračovaly v uctívání Christiana (†1752, Londýn) v očekávání, že zde s nimi bude žít. Od roku 1757 byli do Christiansbrunnu posíláni mladí chlapci, aby se učili řemeslům jako krejčí, švec či písař. Zpracovávalo se zde konopí a len, byla zahájena i výroba hedvábí a pušek. Christian Oerter, známý americký puškař, jenž zde vyráběl dlouhé pušky, je pohřben na moravském hřbitově před Nazaretem. Důležitá byla také hudba, zpěv a hra na hudební nástroje; komunita měla vlastní pozounový sbor.

## Rozpuštění komunity

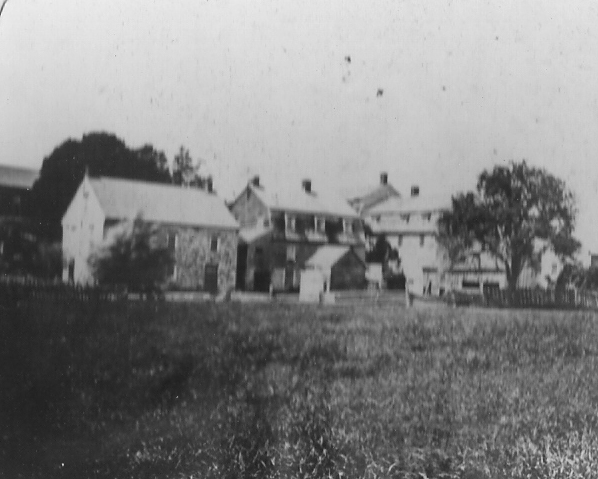
Koncem 19. století

V roce 1771 byl Christiansbrunn poslední moravskou komunitou ve Spojených státech, kde bylo rozpuštěno komunitní hospodaření. Oficiálně byla tato komunita svobodných mladých mužů rozpuštěna moravskou církví dne 1. dubna 1796. Zemědělské práce byly svěřeny do rukou rodin, zatímco „několika zkaženým mládencům tam byl pod ostražitým dohledem poskytnut pouhý azyl“ – dle slov historika z devatenáctého století, který popsal podmínky v komunitě jako „dekadenci, která se stala beznadějnou“.